# Lampornis castaneoventris
Lampornis castaneoventris là một loài chim trong họ Trochilidae.